# واولنویس له بس
واولنویس له بس (به فرانسوی: Vaulnaveys-le-Bas) یک کمون در فرانسه است که در Canton of Vizille واقع شده‌است.

## خصوصیات
واولنویس له بس ۱۱٫۹۰ کیلومترمربع مساحت و ۱٬۱۷۳ نفر جمعیت دارد و ۳۲۶ متر بالاتر از سطح دریا واقع شده‌است.